# Lina Nerli Taviani
Lina Nerli coniugata Taviani (Pisa, 16 novembre 1935) è una costumista italiana.

## Biografia
Originaria di Pisa, Lina Nerli è stata moglie del regista Paolo Taviani.
Cominciò a lavorare come costumista negli anni sessanta e il suo primo lavoro cinematografico fu Una bella grinta di Giuliano Montaldo. Da allora ha curato i costumi di oltre settanta produzioni cinematografiche e televisive.
Lina Nerli Taviani ha vinto due volte il David di Donatello per il miglior costumista (nel 1992 per Rossini! Rossini! e nel 2012 per Habemus Papam) e tre volte il Nastro d'argento ai migliori costumi (nel 1988 per Good Morning Babilonia, nel 1993 per Parenti serpenti e nel 2011 per Habemus Papam).

## Filmografia

### Cinema
- I fuorilegge del matrimonio, regia di Valentino Orsini, Paolo e Vittorio Taviani (1963)
- Una bella grinta, regia di Giuliano Montaldo (1965)
- Requiescant, regia di Carlo Lizzani (1966)
- I sovversivi, regia di Paolo e Vittorio Taviani (1967)
- Il seme dell'uomo, regia di Marco Ferreri (1969)
- Sotto il segno dello scorpione, regia di Paolo e Vittorio Taviani (1969)
- I dannati della terra, regia di Valentino Orsini (1969)
- Il rapporto, regia di Lionello Massobrio (1969)
- Lettera aperta a un giornale della sera, regia di Citto Maselli (1970)
- Vento dell'est (Le vent d'est), regia del Gruppo Dziga Vertov (1970)
- Corbari, regia di Valentino Orsini (1970)
- L'udienza, regia di Marco Ferreri (1972)
- San Michele aveva un gallo, regia di Paolo e Vittorio Taviani (1973)
- La grande avventura di Scaramouche, regia di Piero Pierotti (1972)
- Il grande duello, regia di Giancarlo Santi (1972)
- Non toccare la donna bianca, regia di Marco Ferreri (1974)
- Allonsanfàn, regia di Paolo e Vittorio Taviani (1974)
- Donna è bello, regia di Sergio Bazzini (1974)
- Irene, Irene, regia di Peter Del Monte (1975)
- Quanto è bello lu murire acciso, regia di Ennio Lorenzini (1976)
- Le cinque stagioni, regia di Gianni Amico (1976)
- Sahara Cross, regia di Tonino Valerii (1977)
- Padre padrone, regia di Paolo e Vittorio Taviani (1977)
- Una vita venduta, regia di Aldo Florio (1978)
- Ecce bombo, regia di Nanni Moretti (1978)
- Le affinità elettive, regia di Gianni Amico (1979) - film tv
- La luna, regia di Bernardo Bertolucci (1979)
- Il prato, regia di Paolo e Vittorio Taviani (1979)
- La tragedia di un uomo ridicolo, regia di Bernardo Bertolucci (1981)
- Uomini e no, regia di Valentino Orsini (1980)
- La notte di San Lorenzo, regia di Paolo e Vittorio Taviani (1982)
- Colpire al cuore, regia di Gianni Amelio (1983)
- Dieci registi italiani, dieci racconti italiani, regia di Gianni Amelio e Citto Maselli (1983)
- Nostalghia, regia di Andrej Tarkovskij (1983)
- La casa del tappeto giallo, regia di Carlo Lizzani (1983)
- Enrico IV, regia di Marco Bellocchio (1984)
- Kaos, regia di Paolo e Vittorio Taviani (1984)
- Figlio mio, infinitamente caro..., regia di Valentino Orsini (1985)
- Diavolo in corpo, regia di Marco Bellocchio (1986)
- Un'isola, regia di Carlo Lizzani (1986)
- Storia d'amore, regia di Citto Maselli (1986)
- Good Morning Babilonia, regia di Paolo e Vittorio Taviani (1987)
- I picari, regia di Mario Monicelli (1987)
- Codice privato, regia di Citto Maselli (1988)
- I ragazzi di via Panisperna, regia di Gianni Amelio (1988)
- Cavalli si nasce, regia di Sergio Staino (1989)
- La moglie ingenua e il marito malato, regia di Mario Monicelli (1989)
- Il segreto, regia di Citto Maselli (1990)
- Cavalleria rusticana, regia di Peter Goldfarb (1990)
- Il sole anche di notte, regia di Paolo e Vittorio Taviani (1990)
- Rossini! Rossini!, regia di Mario Monicelli (1991)
- Parenti serpenti, regia di Mario Monicelli (1992)
- Fiorile, regia di Paolo e Vittorio Taviani (1993)
- Il toro, regia di Carlo Mazzacurati (1994)
- Cari fottutissimi amici, regia di Mario Monicelli (1994)
- La seconda volta, regia di Mimmo Calopresti (1995)
- Le affinità elettive, regia di Paolo e Vittorio Taviani (1996)
- Vesna va veloce, regia di Carlo Mazzacurati (1996)
- Ultimo bersaglio, regia di Andrea Frezza (1996)
- Il quarto re, regia di Stefano Reali (1997)
- Tu ridi, regia di Paolo e Vittorio Taviani (1998)
- Mare largo, regia di Ferdinando Vicentini Orgnani (1998)
- Grazie di tutto, regia di Luca Manfredi (1999)
- La lingua del santo, regia di Carlo Mazzacurati (2000)
- Resurrezione, regia di Paolo e Vittorio Taviani (2001)
- A cavallo della tigre, regia di Carlo Mazzacurati (2002)
- The Accidental Detective, regia di Vanna Paoli (2003)
- Luisa Sanfelice, regia di Paolo e Vittorio Taviani (2004)
- Lavorare con lentezza, regia di Guido Chiesa (2004)
- Una donna, tre vite, regia di Luca Manfredi (2005)
- Il caimano, regia di Nanni Moretti (2006)
- La masseria delle allodole, regia di Paolo e Vittorio Taviani (2007)
- Civico zero, regia di Citto Maselli (2007)
- Habemus Papam, regia di Nanni Moretti (2011)
- Viva la libertà, regia di Roberto Andò (2013)
- Cha cha cha, regia di Marco Risi (2013)
- Maraviglioso Boccaccio, regia di Paolo e Vittorio Taviani (2015)
- Una questione privata, regia di Paolo e Vittorio Taviani (2017)
- Una storia senza nome, regia di Roberto Andò (2018)
- Leonora addio, regia di Paolo Taviani (2022)
- Il colibrì, regia Francesca Archibugi (2022)

### Televisione
- Einstein, regia di Liliana Cavani – miniserie TV (2008)

## Riconoscimenti

### David di Donatello
- 1983: Nomination - Migliori costumi per La notte di San Lorenzo di Paolo e Vittorio Taviani
- 1992: Vinto - Migliori costumi per Rossini! Rossini! di Mario Monicelli
- 1993: Nomination - Migliori costumi per Fiorile di Paolo e Vittorio Taviani
- 1997: Nomination - Migliori costumi per Le affinità elettive di Paolo e Vittorio Taviani
- 2006: Nomination - Migliori costumi per Il caimano di Nanni Moretti
- 2007: Nomination - Migliori costumi per La masseria delle allodole di Paolo e Vittorio Taviani
- 2012: Vinto - Migliori costumi per Habemus Papam di Nanni Moretti
- 2015: Nomination - Migliori costumi per Maraviglioso Boccaccio di Paolo e Vittorio Taviani

### Nastro d'argento
- 1988: Vinto - Migliori costumi per Good morning Babilonia di Paolo e Vittorio Taviani
- 1993: Vinto - Migliori costumi per Parenti serpenti di Mario Monicelli
- 1994: Nomination - Migliori costumi per Fiorile di Paolo e Vittorio Taviani
- 1997: Nomination - Migliori costumi per Le affinità elettive di Paolo e Vittorio Taviani
- 1999: Nomination - Migliori costumi per Tu ridi di Paolo e Vittorio Taviani
- 2007: Nomination - Migliori costumi per La masseria delle allodole di Paolo e Vittorio Taviani
- 2011: Vinto - Migliori costumi per Habemus Papam di Nanni Moretti

### Ciak d'oro
- 1989: Vinto - Migliori costumi per I ragazzi di via Panisperna[2]
- 1992: Vinto - Migliori costumi per Rossini! Rossini![2]